# Liouvilles sætning
Liouvilles sætning i kompleks analyse siger, at enhver begrænset hel funktion må være konstant. Det vil sige, at enhver holomorf funktion f, for hvilken der findes et reelt tal M, så |f(z)| ≤ M for alle z i C er konstant.
Liouvilles sætning kan anvendes til at give et elegant og kort bevis for algebraens fundamentalsætning.
Sætningen forbedres betragteligt af Picards sætning, der siger, at enhver hel funktion, hvis billede udelader mindst to komplekse tal, må være konstant.

## Bevis
Givet en begrænset hel funktion f haves for f Taylorudviklingen
{\displaystyle f(z)=\sum _{k=0}^{\infty }a_{k}z^{k}}
om 0, og ifølge Cauchys integralformel gælder
{\displaystyle |a_{k}|=\left|{1 \over 2\pi i}\oint _{C_{r}}{f(z) \over (z-0)^{k+1}}\,dz\right|={1 \over 2\pi }\left|\oint _{C_{r}}{f(z) \over z^{k+1}}\,dz\right|}
hvor Cr er cirklen om 0 med radius r > 0. Ved at flytte absolutværdien ind i integralet, fås
{\displaystyle \left|\oint _{C_{r}}{f(z) \over z^{k+1}}\,dz\right|\leq \oint _{C_{r}}{|f(z)| \over |z|^{k+1}}\,dz.}
Bruges nu antagelsen, at |f(z)| ≤ M for alle z, og det faktum, at |z| = r på cirklen Cr, fås
{\displaystyle \oint _{C_{r}}{|f(z)| \over |z|^{k+1}}\,dz\leq \oint _{C_{r}}{M \over r^{k+1}}\,dz.}
Da er, 
{\displaystyle |a_{k}|\leq {1 \over 2\pi }{M \over r^{k+1}}{2\pi r}={rM \over r^{k+1}}={M \over r^{k}}.}
Lad nu r gå mod uendelig, så cirklen Cr bliver større. Hvis k er større end 0, vil M/rk gå mod 0, og ak må være nul.
Hvis imidlertid k = 0, er r0 = 1 (r ≠ 0 når r går mod uendelig), så a0 er det eneste led i Taylorrækken, hvilket netop er påstanden.